# Chakenahalli, Kunigal
Chakenahalli là một làng thuộc tehsil Kunigal, huyện Tumkur, bang Karnataka, Ấn Độ.